# CSM Vaslui
CSM Vaslui este o echipă de handbal masculin din orașul Vaslui care evoluează în Liga Națională.

## Istoric
Despre handbalul masculin se vorbește la Vaslui încă din anul 1974, când un grup de oameni de sport, printre care și profesorul Popa Neculai, au pus bazele echipei Metalul Vaslui, echipă înființată de întreprinderea Mecanica și care a promovat în divizia B un an mai tarziu. 
Din anul 1982 echipa a fost preluată de Combinatul de Fibre Sintetice Vaslui (CFS), iar timp de zece sezoane noua echipă numită AS Moldosin Vaslui, și-a format un nume în eșalonul secund al țării.
Perioada de glorie a handbalului masculin vasluian a fost 1992-1999, AS Moldosin Vaslui participând timp de șapte ani consecutiv pe prima scenă handbalistică a țării. A fost perioada în care legende ale handbalului: Minaur, Steaua, Dinamo sau Fibrex Săvinești plecau învinse de la Vaslui, iar Sala Sporturilor era plină la refuz de fiecare dată.
Echipa a promovat în Liga Națională cu cuplul de antrenori Paul Popescu - Liviu Gugles, iar în cei șapte ani de ligă, pe bancă s-au mai perindat: Virgil Bedicov - Laurențiu Cozma (1996-1997), Liviu Gugleș (1997-1999).
Odata cu prăbușirea economică a sponsorului echipei vasluiene (Combinatul de Fibre Sintetice și SC Moldosin Vaslui) s-a înregistrat și retrogradarea echipei în liga a II-a, perioadă în care formația vasluiană a fost antrenată de Adi Gavrilă, Paul Popescu și Costică Crăciun.
Din lotul generatiei de aur amintim pe Adi Gavrilă, Gabriel Mardare, Gabriel Cozma, Lilian Cosma, Leonard Bibirig, Vasile Cocuz medaliat cu bronz la Campionatul Mondial din 1990. Jucătorul emblematic al handbalului vasluian rămâne Leonard Bibirig care a fost component și căpitan al echipei naționale.
Moldosin Vaslui are și o prezență europeană. Echipa de handbal a participat în anul 1994 în șaisprezecimile City Cup, întâlnind formația slovacă Polnohospodar Topolcany. Din pacăte, parcursul european al echipei s-a oprit după această „dublă”. 
Pe 26 septembrie 1994 echipa Moldosin Vaslui este învinsă în deplasare cu scorul de 23-28 (12-12), pentru ca în Sala Sporturilor din Vaslui, echipa noastră să termine la egalitate 24-24 (14-14). Meciul disputându-se pe 3 octombrie. În acel an, Topolcany a câștigat campionatul Cehoslovaciei și a ajuns până în semifinalele City Cup.
În sezonul 2005 - 2006, în urma neprezentării la 2 meciuri, HC Vaslui a fost exclusă din campionatul diviziei A prin hotărârea Federației Române de Handbal din 1 mai 2006. 
Deoarece divizia B de handbal a fost desființată, FRH acordă dreptul ca în sezonul 2006 - 2007, echipa să fie înscrisă din nou în campionatul Diviziei A de handbal.
Din anul 2010 Primăria Vaslui și sponsorul principal Safir, pun bazele unui proiect pe termen nelimitat, înființând HC Vaslui. Echipa ajunge la barajul de promovare încă după primul sezon. Din păcate, nu s-a reușit promovarea. Echipa recunoscându-se învinsă în „dubla” cu Petrolul Ploiești, cu scorul de 21-23, respectiv 25-37.
În prezent, HC Vaslui a revenit în Liga Națională în anul 2014. Formația vasluiană a încheiat sezonul 2013-2014 pe primul locul cu 23 de victorii și înfrângere, fiind singura echipă cu peste o mie de goluri marcate într-un sezon și cu o victorie la peste 60 de goluri intr-un meci cu HCM Câmpina.
Din 2018, HC Vaslui se desființează, iar Primăria municipiului Vaslui pune bazele clubului CSM Vaslui, cu secțiune de handbal, fotbal, atletism și baschet. Echipa de handbal revine în Liga Zimbrilor în 2019, după un singur sezon petrecut în Divizia A.

## Lotul de jucători 2012 - 2013
| Nr | Nume                      | Naționalitate | Poziție         |
| -- | ------------------------- | ------------- | --------------- |
| 1  | Cătălin Mocanu            |               | Portar          |
| 12 | Ionut Closca              |               | Portar          |
| 2  | Marius Ragea              |               |                 |
| 3  | Vasilică Barac            |               | Extremă stânga  |
| 4  | Alin Filip                |               | Inter stânga    |
| 6  | Traian Câmpanu            |               | Extremă stânga  |
| 9  | Adrian Arbone             |               | Centru          |
| 10 | Valentin Anton            |               | Inter dreapta   |
| 21 | Răzvan Ifrim              |               | Centru          |
| 16 | George Alin Pleșca        |               | Portar          |
| 17 | Ionuț Caciuc              |               | Inter dreapta   |
| 18 | Dragoș Soare              |               | Pivot           |
| 20 | Alexandru Marius Musteață |               | Extremă dreapta |
| 22 | Tiberiu Moldovanu         |               |                 |
| 8  | Paul Nemenco              |               | Extremă dreapta |
| 11 | Marius Dospinescu         |               | Centru          |
| 5  | Andrei Bejinariu          |               |                 |
| 7  | Robert Rugaci             |               |                 |
| 15 | Vlad Zaharia              |               |                 |
| 14 | Costel Tudusciuc          |               |                 |

## Lotul de jucători 2013 - 2014
| Nr | Nume              | Naționalitate | Poziție         |
| -- | ----------------- | ------------- | --------------- |
| 1  | Bogdan Pralea     |               | Portar          |
| 12 | Dragos Nedelcu    |               | Portar          |
| 90 | Ionut Closca      |               | Portar          |
| 2  | Marius Ragea      |               | Pivot           |
| 11 | Vasilică Barac    |               | Extremă stânga  |
| 7  | Marius Ignat      |               | Pivot           |
| 15 | Sabin Ignat       |               | Centru          |
| 17 | Madalin Tutu      |               | Inter dreapta   |
| 89 | Valentin Anton    |               | Inter dreapta   |
| 27 | Sandu Iacob       |               | Centru          |
| 9  | Gabriel Cotinghiu |               | Extrema stanga  |
| 20 | Andrei Bejinariu  |               | Extrema stanga  |
| 23 | Dragoș Soare      |               | Pivot           |
| 13 | Vlad Zaharia      |               | Extremă dreapta |
| 22 | Tiberiu Moldovanu |               |                 |
| 10 | Calin Hagiu       |               | Centru          |
| 16 | Alin Plesca       |               | Portar          |
| 94 | Leonard Acatrinei |               |                 |

## Lotul de jucători 2014 - 2015
| Nr | Nume              | Naționalitate | Poziție         |
| -- | ----------------- | ------------- | --------------- |
| 1  | Bogdan Pralea     |               | Portar          |
| 12 | Emilian Marocico  |               | Portar          |
| 96 | Dragos Nedelcu    |               | Portar          |
| 5  | Nelu Stan         |               | Inter stanga    |
| 91 | Vasilică Barac    |               | Extremă stânga  |
| 6  | Mihai Bujor       |               | Centru          |
| 15 | Alin Rosu         |               | Extremă stânga  |
| 7  | Madalin Tutu      |               | Inter dreapta   |
| 89 | Marius Ragea      |               | Pivot           |
| 11 | Gabriel Bujor     |               | Extrema dreapta |
| 9  | Gabriel Cotinghiu |               | Extrema stanga  |
| 14 | Marius Ignat      |               | Pivot           |
| 23 | Dragoș Soare      |               | Pivot           |
| 19 | Sabin Ignat       |               | Centru          |
| 22 | Tiberiu Moldovanu |               | Inter Stanga    |
| 10 | Calin Hagiu       |               | Centru          |
| 16 | Andrei Bejinariu  |               | Extrema Stanga  |

## Lotul de jucători 2015 - 2016
| Nr | Nume              | Naționalitate | Poziție         |
| -- | ----------------- | ------------- | --------------- |
| 1  | Bogdan Pralea     |               | Portar          |
| 12 | Tudor Stanescu    |               | Portar          |
| 96 | Ciprian Iftene    |               | Portar          |
| 5  | Adrian Pasere     |               | Inter stanga    |
| 91 | Vasilică Barac    |               | Extremă stânga  |
| 6  | Mihai Bujor       |               | Centru          |
| 15 | Alin Rosu         |               | Extremă stânga  |
| 7  | Mihai Sandu       |               | Centru          |
| 89 | Valentin Anton    |               | Inter dreapta   |
| 11 | Gabriel Bujor     |               | Extrema dreapta |
| 9  | Gabriel Cotinghiu |               | Extrema stanga  |
| 14 | Ioan Polocoser    |               | Inter dreapta   |
| 23 | Dragoș Soare      |               | Pivot           |
| 19 | Didi Hrimiuc      |               | Pivot           |
| 22 | Tiberiu Moldovanu |               | Inter Stanga    |
| 10 | Calin Hagiu       |               | Centru          |
| 16 | Codrin Demir      |               |                 |
| 94 | Iustin Pletoianu  |               |                 |

## Sala Sporturilor

Sala Sporturilor.

În data de 10 februarie 2013, a fost inaugurată noua suprafață de joc de la Sala Sporturilor din Vaslui. HC Vaslui va putea juca pe o suprafață omologată de IHF (International Handball Federation). Investiția se ridică la peste 720.000 lei. 
Staff Tehnic:
- Antrenor principal: Bogdan PRALEA
- Antrenor secund: Sebastian HAGIU
- Maseur: Titi Caldare
- Crainicul sălii: Cristian LAPA

Staff Administrativ:
- Director executiv: Bogdan CRISTEA
- Responsabil marketing și comunicare: Cristian LAPA